# گوولدن بیچ (مریلند)
گوولدن بیچ (به انگلیسی: Golden Beach) شهری در ایالت مریلند کشور ایالات متحده آمریکا است که جمعیت آن در سرشماری سال ۲۰۱۰ میلادی، ۳٬۷۹۶ نفر بوده‌است.